# Eishockey-Weltmeisterschaft der U18-Junioren 2007
Die 9. Eishockey-Weltmeisterschaften der U18-Junioren der Internationalen Eishockey-Föderation IIHF waren die Eishockey-Weltmeisterschaften des Jahres 2007 in der Altersklasse der Unter-Achtzehnjährigen (U18). Insgesamt nahmen zwischen dem 5. März und 22. April 2007 40 Nationalmannschaften an den sechs Turnieren der Top-Division sowie der Divisionen I bis III teil. Darüber hinaus wurde am 28. Januar 2007 eine Qualifikation zur Division III mit zwei Teilnehmern um den letzten freien Platz im Turnier ausgespielt.
Der Weltmeister wurde zum dritten Mal die Mannschaft Russlands, die im Finale den Erzrivalen aus den Vereinigten Staaten mit 6:5 bezwingen konnte. Die deutsche Mannschaft konnte mit dem achten Rang in der Top-Division den Abstieg in die Division I verhindern, die Schweiz belegte den sechsten Platz in der Top-Division. Österreich wurde Fünfter und damit Vorletzter in der Gruppe A der Division I und konnte somit das Abrutschen in die Division II abwenden.

## Teilnehmer, Austragungsorte und -zeiträume
- Top-Division: 11. bis 22. April 2007 in Tampere und Rauma, Finnland
Teilnehmer:  Deutschland,  Finnland,  Kanada,  Lettland (Aufsteiger),  Russland,  Schweden,  Schweiz (Aufsteiger),  Slowakei,  Tschechien,  USA (Titelverteidiger)

- Division I
  - Gruppe A: 6. bis 12. April 2007 in Maribor, Slowenien
Teilnehmer:  Belarus (Absteiger),  Frankreich,  Italien (Aufsteiger),  Kasachstan,  Österreich,  Slowenien
  - Gruppe B: 4. bis 10. April 2007 in Sanok, Polen
Teilnehmer:  Dänemark,  Großbritannien (Aufsteiger),  Japan,  Norwegen (Absteiger),  Polen,  Ukraine

- Division II
  - Gruppe A: 15. bis 21. April 2007 in Miskolc, Ungarn
Teilnehmer:  Belgien,  Estland,  Israel (Aufsteiger),  Mexiko,  Niederlande,  Ungarn (Absteiger)
  - Gruppe B: 12. bis 18. März 2007 in Miercurea Ciuc, Rumänien
Teilnehmer:  Australien,  Kroatien,  Litauen,  Rumänien (Aufsteiger),  Serbien,  Südkorea (Absteiger)

- Division III: 5. bis 11. März 2007 in Peking, Volksrepublik China
Teilnehmer:  Volksrepublik China (erste Teilnahme seit 2003),  Island (Absteiger),  Neuseeland,  Spanien (Absteiger),  Südafrika,  Türkei (Qualifikant)

- Qualifikation zur Division III: 28. Januar 2007 in İzmit, Türkei
Teilnehmer:  Bulgarien (Absteiger),  Türkei (Absteiger)

## Top-Division
Die U18-Weltmeisterschaft wurde vom 11. bis zum 22. April in den finnischen Städten Tampere und Rauma ausgetragen. Gespielt wurde in der Tampereen jäähalli (7.800 Plätze) in Tampere sowie in der Äijänsuo Areena in Rauma mit 5.400 Plätzen.
Am Turnier nahmen zehn Nationalmannschaften teil, die in zwei Gruppen zu je fünf Teams spielten. Den Weltmeistertitel sicherte sich Russland, das im Finale knapp mit 6:5 gegen den Titelverteidiger Vereinigte Staaten gewann. Es war der zweite Titel für die Russen.
| Gruppe A    | Gruppe B   |
| ----------- | ---------- |
| USA         | Finnland   |
| Kanada      | Tschechien |
| Russland    | Schweden   |
| Deutschland | Slowakei   |
| Lettland    | Schweiz    |

### Modus
Nach den Gruppenspielen der Vorrunde qualifizieren sich die beiden Gruppenersten direkt für das Halbfinale. Die Gruppenzweiten und -dritten bestreiten je ein Qualifikationsspiel zur Halbfinalteilnahme. Die Vierten und Fünften der Gruppenspiele bestreiten – bei Mitnahme des Ergebnisses der direkten Begegnung aus der Vorrunde – die Abstiegsrunde und ermitteln dabei zwei Absteiger in die Division I.

### Austragungsorte
| Tampere |

| Rauma |

| Tampere |

| Rauma |

### Vorrunde

#### Gruppe A
| 12. April 2007 16:00 Uhr | Kanada      | 7:3 (3:1, 2:1, 2:1)                 | Deutschland | Äijänsuo Areena, Rauma Zuschauer: 1.490 |
| 12. April 2007 19:30 Uhr | Russland    | 5:3 (1:1, 1:1, 3:1)                 | USA         | Äijänsuo Areena, Rauma Zuschauer: 1.639 |
| 13. April 2007 16:00 Uhr | Deutschland | 1:9 (0:5, 1:2, 0:2)                 | USA         | Äijänsuo Areena, Rauma Zuschauer: 1.244 |
| 13. April 2007 19:30 Uhr | Russland    | 6:3 (2:0, 2:2, 2:1)                 | Lettland    | Äijänsuo Areena, Rauma Zuschauer: 1.370 |
| 14. April 2007 16:00 Uhr | Lettland    | 1:9 (0:4, 0:2, 1:3)                 | Kanada      | Äijänsuo Areena, Rauma Zuschauer: 1.156 |
| 15. April 2007 15:00 Uhr | Deutschland | 1:3 (0:0, 0:1, 1:2)                 | Russland    | Äijänsuo Areena, Rauma Zuschauer: 2.031 |
| 15. April 2007 18:30 Uhr | USA         | 2:3 n. P. (0:1, 1:0, 1:1, 0:0, 0:1) | Kanada      | Äijänsuo Areena, Rauma Zuschauer: 2.631 |
| 16. April 2007 16:00 Uhr | Lettland    | 2:3 (0:2, 2:0, 0:1)                 | Deutschland | Äijänsuo Areena, Rauma Zuschauer: 1.008 |
| 17. April 2007 16:00 Uhr | USA         | 8:0 (4:0, 1:0, 3:0)                 | Lettland    | Äijänsuo Areena, Rauma Zuschauer: 2.032 |
| 17. April 2007 19:30 Uhr | Kanada      | 5:2 (1:1, 3:1, 1:0)                 | Russland    | Äijänsuo Areena, Rauma Zuschauer: 2.568 |

| Pl. |             | Sp | S | OTS | OTN | N | Tore  | Punkte |
| --- | ----------- | -- | - | --- | --- | - | ----- | ------ |
| 1.  | Kanada      | 4  | 3 | 1   | 0   | 0 | 24:08 | 11     |
| 2.  | Russland    | 4  | 3 | 0   | 0   | 1 | 16:12 | 9      |
| 3.  | USA         | 4  | 2 | 0   | 1   | 1 | 22:09 | 7      |
| 4.  | Deutschland | 4  | 1 | 0   | 0   | 3 | 08:21 | 3      |
| 5.  | Lettland    | 4  | 0 | 0   | 0   | 4 | 06:26 | 0      |

Abkürzungen: Pl. = Platz, Sp = Spiele, S = Siege, OTS = Siege nach Verlängerung (Overtime) oder Penaltyschießen, OTN = Niederlagen nach Verlängerung oder Penaltyschießen, N = Niederlagen

Erläuterungen: Halbfinalqualifikant, Viertelfinalqualifikant, Abstiegsrundenqualifikant

#### Gruppe B
| 11. April 2007 17:30 Uhr | Schweden   | 2:1 n. P. (1:1, 0:0, 0:0, 0:0, 1:0) | Finnland   | Äijänsuo Areena, Rauma Zuschauer: 4.323      |
| 12. April 2007 15:00 Uhr | Tschechien | 4:2 (1:1, 3:0, 0:1)                 | Schweiz    | Tampereen jäähalli, Tampere Zuschauer: 1.535 |
| 13. April 2007 16:00 Uhr | Schweden   | 3:6 (1:1, 0:3, 2:2)                 | Slowakei   | Tampereen jäähalli, Tampere Zuschauer: 1.298 |
| 13. April 2007 19:30 Uhr | Schweiz    | 5:1 (2:1, 2:0, 1:0)                 | Finnland   | Tampereen jäähalli, Tampere Zuschauer: 2.702 |
| 14. April 2007 15:00 Uhr | Slowakei   | 2:3 n. V. (0:0, 2:1, 0:1, 0:0, 0:1) | Tschechien | Tampereen jäähalli, Tampere Zuschauer: 1.648 |
| 15. April 2007 15:00 Uhr | Schweiz    | 0:2 (0:0, 0:2, 0:0)                 | Schweden   | Tampereen jäähalli, Tampere Zuschauer: 1.890 |
| 15. April 2007 18:30 Uhr | Finnland   | 4:2 (4:1, 0:1, 0:0)                 | Tschechien | Tampereen jäähalli, Tampere Zuschauer: 4.220 |
| 16. April 2007 15:00 Uhr | Slowakei   | 0:4 (0:1, 0:1, 0:2)                 | Schweiz    | Tampereen jäähalli, Tampere Zuschauer: 1.401 |
| 17. April 2007 16:00 Uhr | Tschechien | 0:3 (0:1, 0:0, 0:2)                 | Schweden   | Tampereen jäähalli, Tampere Zuschauer: 918   |
| 17. April 2007 19:30 Uhr | Finnland   | 0:1 (0:0, 0:1, 0:0)                 | Slowakei   | Tampereen jäähalli, Tampere Zuschauer: 2.590 |

| Pl. |            | Sp | S | OTS | OTN | N | Tore  | Punkte |
| --- | ---------- | -- | - | --- | --- | - | ----- | ------ |
| 1.  | Schweden   | 4  | 2 | 1   | 0   | 1 | 10:07 | 8      |
| 2.  | Slowakei   | 4  | 2 | 0   | 1   | 2 | 09:10 | 7      |
| 3.  | Schweiz    | 4  | 2 | 0   | 0   | 2 | 11:07 | 6      |
| 4.  | Finnland   | 4  | 1 | 1   | 0   | 2 | 09:11 | 5      |
| 5.  | Tschechien | 4  | 1 | 0   | 1   | 2 | 06:10 | 4      |

Abkürzungen: Pl. = Platz, Sp = Spiele, S = Siege, OTS = Siege nach Verlängerung (Overtime) oder Penaltyschießen, OTN = Niederlagen nach Verlängerung oder Penaltyschießen, N = Niederlagen

Erläuterungen: Halbfinalqualifikant, Viertelfinalqualifikant, Abstiegsrundenqualifikant

### Abstiegsrunde
| 19. April 2007 15:00 Uhr | Tschechien  | 4:1 (1:0, 2:0, 1:1) | Lettland   | Äijänsuo Areena, Rauma Zuschauer: 979   |
| 19. April 2007 18:30 Uhr | Deutschland | 3:4 (1:2, 2:1, 0:1) | Finnland   | Äijänsuo Areena, Rauma Zuschauer: 1.405 |
| 20. April 2007 15:00 Uhr | Deutschland | 6:3 (1:2, 2:1, 3:0) | Tschechien | Äijänsuo Areena, Rauma Zuschauer: 731   |
| 20. April 2007 18:30 Uhr | Lettland    | 3:6 (0:1, 2:2, 1:3) | Finnland   | Äijänsuo Areena, Rauma Zuschauer: 1.238 |

| Pl. |             | Sp | S | OTS | OTN | N | Tore  | Punkte |
| --- | ----------- | -- | - | --- | --- | - | ----- | ------ |
| 1.  | Finnland    | 3  | 3 | 0   | 0   | 0 | 14:08 | 9      |
| 2.  | Deutschland | 3  | 2 | 0   | 0   | 1 | 12:09 | 6      |
| 3.  | Tschechien  | 3  | 1 | 0   | 0   | 2 | 09:11 | 3      |
| 4.  | Lettland    | 3  | 0 | 0   | 0   | 3 | 06:13 | 0      |

Anmerkung: Die Vorrundenspiele  Lettland –  Deutschland (2:3) und  Finnland –  Tschechien (4:2) sind in die Tabelle eingerechnet.

Abkürzungen: Pl. = Platz, Sp = Spiele, S = Siege, OTS = Siege nach Verlängerung (Overtime) oder Penaltyschießen, OTN = Niederlagen nach Verlängerung oder Penaltyschießen, N = Niederlagen

Erläuterungen: Absteiger in die Division I

### Finalrunde
|  | Viertelfinale    | Viertelfinale | Viertelfinale |    |          | Halbfinale | Halbfinale | Halbfinale |    |        | Finale           | Finale           | Finale           |
|  |                  |               |               |    |          |            |            |            |    |        |                  |                  |                  |
|  |                  |               |               |    |          | A1         | Kanada     | 3          |    |        |                  |                  |                  |
|  | B2               | Slowakei      | 2             |    |          | A3         | USA        | 4          |    |        |                  |                  |                  |
|  | A3               | USA           | 7             |    |          |            |            |            |    | A3     | USA              | 5                |                  |
|  |                  |               |               |    | A2       | Russland   | 6          |            |    |        |                  |                  |                  |
|  |                  |               |               | B1 | Schweden | 4          |            |            |    |        |                  |                  |                  |
|  | A2               | Russland      | 4             |    |          | A2         | Russland   | 5          |    |        | Spiel um Platz 3 | Spiel um Platz 3 | Spiel um Platz 3 |
|  | B3               | Schweiz       | 3             |    |          |            |            |            | A1 | Kanada | 3                |                  |                  |
|  |                  |               |               | B1 | Schweden | 8          |            |            |    |        |                  |                  |                  |
|  |                  |               |               |    |          |            |            |            |    |        |                  |                  |                  |
|  | Spiel um Platz 5 |               |               |    |          |            |            |            |    |        |                  |                  |                  |
|  | B3               | Schweiz       | 1             |    |          |            |            |            |    |        |                  |                  |                  |
|  | B2               | Slowakei      | 4             |    |          |            |            |            |    |        |                  |                  |                  |

#### Viertelfinale
| 19. April 2007 15:00 Uhr | Russland | 4:3 n. V. (2:1, 0:0, 1:2, 1:0) | Schweiz | Tampereen jäähalli, Tampere Zuschauer: 724   |
| 19. April 2007 18:30 Uhr | Slowakei | 2:7 (1:2, 1:3, 0:2)            | USA     | Tampereen jäähalli, Tampere Zuschauer: 1.204 |

#### Spiel um Platz 5
| 21. April 2007 18:30 Uhr | Schweiz | 1:4 (0:0, 0:1, 1:3) | Slowakei | Tampereen jäähalli, Tampere Zuschauer: 416 |

#### Halbfinale
| 20. April 2007 15:00 Uhr | Schweden | 4:5 (0:0, 2:3, 2:2)                 | Russland | Tampereen jäähalli, Tampere Zuschauer: 955   |
| 20. April 2007 18:30 Uhr | Kanada   | 3:4 n. P. (0:1, 3:1, 0:1, 0:0, 0:1) | USA      | Tampereen jäähalli, Tampere Zuschauer: 1.505 |

#### Spiel um Platz 3
| 22. April 2007 14:00 Uhr | Kanada | 3:8 (0:2, 2:1, 1:5) | Schweden | Tampereen jäähalli, Tampere Zuschauer: 2.182 |

#### Finale
| 22. April 2007 18:00 Uhr | USA | 5:6 (3:2, 1:2, 1:2) | Russland | Tampereen jäähalli, Tampere Zuschauer: 2.279 |

### Statistik

#### Beste Scorer
Abkürzungen: GP = Spiele, G = Tore, A = Assists, Pts = Punkte, +/− = Plus/Minus, PIM = Strafminuten; Fett: Turnierbestwert
| Spieler             | Team     | GP | G | A | Pts | +/− | PIM |
| ------------------- | -------- | -- | - | - | --- | --- | --- |
| James van Riemsdyk  | USA      | 7  | 5 | 7 | 12  | +2  | 4   |
| Colin Wilson        | USA      | 7  | 5 | 7 | 12  | +3  | 4   |
| Jordan Schroeder    | USA      | 7  | 4 | 7 | 11  | +3  | 0   |
| Steven Stamkos      | Kanada   | 6  | 2 | 8 | 10  | +2  | 8   |
| Adam Bezák          | Slowakei | 6  | 4 | 5 | 9   | +4  | 6   |
| Nikita Filatow      | Russland | 7  | 4 | 5 | 9   | +4  | 6   |
| Simon Hjalmarsson   | Schweden | 6  | 4 | 5 | 9   | +8  | 4   |
| Alexei Tscherepanow | Russland | 7  | 5 | 3 | 8   | ±0  | 6   |
| Jamie Arniel        | Kanada   | 6  | 3 | 5 | 8   | +3  | 10  |
| Mikael Backlund     | Schweden | 6  | 6 | 1 | 7   | ±0  | 6   |

#### Beste Torhüter
Abkürzungen: GP = Spiele, TOI = Eiszeit (in Minuten), GA = Gegentore, SO = Shutouts, Sv% = gehaltene Schüsse (in %), GAA = Gegentorschnitt; Fett: Turnierbestwert
| Spieler        | Team     | GP | TOI    | GA | SO | Sv%   | GAA  |
| -------------- | -------- | -- | ------ | -- | -- | ----- | ---- |
| Robert Mayer   | Schweiz  | 5  | 304:15 | 11 | 1  | 92,41 | 2,17 |
| Jaroslav Janus | Slowakei | 5  | 267:37 | 14 | 0  | 92,09 | 3,14 |
| Juha Metsola   | Finnland | 4  | 198:38 | 7  | 0  | 91,86 | 2,11 |
| Trevor Cann    | Kanada   | 6  | 366:10 | 18 | 0  | 91,78 | 2,95 |
| Mark Owuya     | Schweden | 6  | 345:00 | 13 | 2  | 90,91 | 2,26 |

### Abschlussplatzierungen
| Pl. | Team        |
| --- | ----------- |
| 1   | Russland    |
| 2   | USA         |
| 3   | Schweden    |
| 4   | Kanada      |
| 5   | Slowakei    |
| 6   | Schweiz     |
| 7   | Finnland    |
| 8   | Deutschland |
| 9   | Tschechien  |
| 10  | Lettland    |

### Titel, Auf- und Abstieg
| Weltmeister Russland | Sergei Andronow, Jegor Awerin, Jewgeni Dadonow, Nikita Filatow, Maxim Gontscharow, Dmitri Kagarlizki, Witali Karamnow, Nikita Kljukin, Sergei Korostin, Dmitri Kugryschew, Dmitri Kulikow, Andrei Loktionow, Nikolai Lukjantschikow, Kirill Petrow, Alexander Petschurski, Wadim Schelobnjuk, Jakow Selesnjow, Wassili Tokranow, Alexei Tscherepanow, Maxim Tschudinow, Michail Tschurljajew, Wjatscheslaw Woinow Trainer: Mischat Fachrutdinow |

| Silber USA | John Albert, Ian Cole, Tom Cross, Cade Fairchild, Jimmy Hayes, Ryan Hayes, Thomas McCollum, Ryan McDonagh, Jim O’Brien, James van Riemsdyk, Matt Rust, Ted Ruth, Vinny Saponari, Jordan Schroeder, C. J. Severyn, Kevin Shattenkirk, A. J. Sturges, Josh Unice, Justin Vaive, Brennan Vargas, Patrick White, Colin Wilson Trainer: Ron Rolston |

| Bronze Schweden | Jimmy Andersson, Joakim Andersson, Mikael Backlund, Emil Bejmo, Christoffer Bengtsberg, Henrik Björklund, Alexander Eriksson, Sebastian Erixon, Johan Erkgärds, Carl Gustafsson, Victor Hedman, Jens Hellgren, Simon Hjalmarsson, Marcus Johansson, Oscar Möller, Johan Motin, Robin Olsson, Mark Owuya, Anton Persson, André Petersson, Mattias Tedenby, Nichlas Torp Trainer: Lars Lindgren |

| Absteiger in die Division I:    | Lettland, Tschechien |
| Aufsteiger in die Top-Division: | Dänemark, Belarus    |

### Auszeichnungen
Spielertrophäen
| Auszeichnung       | Spieler            | Team |
| ------------------ | ------------------ | ---- |
| Bester Torhüter    | Josh Unice         | USA  |
| Bester Verteidiger | Kevin Shattenkirk  | USA  |
| Bester Stürmer     | James van Riemsdyk | USA  |

All-Star-Team
| Angriff:      | James van Riemsdyk – Steven Stamkos – Alexei Tscherepanow |
| Verteidigung: | Victor Hedman – Kevin Shattenkirk                         |
| Tor:          | Josh Unice                                                |

## Division I

### Gruppe A in Maribor, Slowenien
| Teams         | BLR  | SLO  | KAZ  | ITA  | AUT  | FRA  | Tore  | Pkt. |
| ------------- | ---- | ---- | ---- | ---- | ---- | ---- | ----- | ---- |
| 1. Belarus    |      | 7:4  | 6:2  | 5:4p | 4:0  | 15:1 | 37:11 | 14   |
| 2. Slowenien  | 4:7  |      | 4:5v | 4:3  | 5:3  | 6:2  | 23:20 | 10   |
| 3. Kasachstan | 2:6  | 5:4v |      | 6:1  | 3:4  | 8:3  | 24:18 | 8    |
| 4. Italien    | 4:5p | 3:4  | 1:6  |      | 4:3  | 7:2  | 19:20 | 7    |
| 5. Österreich | 0:4  | 3:5  | 4:3  | 3:4  |      | 4:5p | 14:21 | 4    |
| 6. Frankreich | 1:15 | 2:6  | 3:8  | 2:7  | 5:4p |      | 13:40 | 2    |

v = nach Verlängerung p = nach Verlängerung und Penaltyschießen

### Gruppe B in Sanok, Polen
| Teams             | DEN | JPN  | NOR  | POL | UKR  | GBR | Tore  | Pkt. |
| ----------------- | --- | ---- | ---- | --- | ---- | --- | ----- | ---- |
| 1. Dänemark       |     | 2:1  | 4:2  | 9:1 | 4:1  | 3:1 | 22: 6 | 15   |
| 2. Japan          | 1:2 |      | 4:3v | 7:4 | 4:3  | 6:1 | 22:13 | 11   |
| 3. Norwegen       | 2:4 | 3:4v |      | 6:4 | 4:5v | 7:2 | 22:19 | 8    |
| 4. Polen          | 1:9 | 4:7  | 4:6  |     | 2:1  | 5:3 | 16:26 | 6    |
| 5. Ukraine        | 1:4 | 3:4  | 5:4v | 1:2 |      | 5:3 | 15:17 | 5    |
| 6. Großbritannien | 1:3 | 1:6  | 2:7  | 3:5 | 3:5  |     | 10:26 | 0    |

v = nach Verlängerung p = nach Verlängerung und Penaltyschießen

### Auf- und Abstieg
| Absteiger in die Division II:   | Frankreich, Großbritannien |
| Aufsteiger aus der Division I:  | Belarus, Dänemark          |
| Absteiger in die Division I:    | Lettland, Tschechien       |
| Aufsteiger aus der Division II: | Litauen, Niederlande       |

## Division II

### Gruppe A in Miskolc, Ungarn
| Teams          | NED  | HUN  | EST  | BEL  | ISR  | MEX  | Tore  | Pkt. |
| -------------- | ---- | ---- | ---- | ---- | ---- | ---- | ----- | ---- |
| 1. Niederlande |      | 4:3  | 11:1 | 7:4  | 7:1  | 10:0 | 39: 9 | 15   |
| 2. Ungarn      | 3:4  |      | 7:0  | 16:0 | 12:3 | 10:0 | 48: 7 | 12   |
| 3. Estland     | 1:11 | 0:7  |      | 8:3  | 9:0  | 3:2p | 21:23 | 8    |
| 4. Belgien     | 4:7  | 0:16 | 3:8  |      | 5:2  | 5:4  | 17:37 | 6    |
| 5. Israel      | 1:7  | 3:12 | 0:9  | 2:5  |      | 5:3  | 11:36 | 3    |
| 6. Mexiko      | 0:10 | 0:10 | 2:3p | 4:5  | 3:5  |      | 9:33  | 1    |

p = nach Verlängerung und Penaltyschießen

### Gruppe B in Miercurea Ciuc, Rumänien
| Teams         | LTU | KOR  | CRO  | ROU  | AUS  | SRB  | Tore  | Pkt. |
| ------------- | --- | ---- | ---- | ---- | ---- | ---- | ----- | ---- |
| 1. Litauen    |     | 5:2  | 8:1  | 5:2  | 8:2  | 6:2  | 32: 9 | 15   |
| 2. Südkorea   | 2:5 |      | 5:4p | 6:3  | 6:2  | 8:0  | 27:14 | 11   |
| 3. Kroatien   | 1:8 | 4:5p |      | 10:0 | 4:5p | 5:1  | 24:19 | 8    |
| 4. Rumänien   | 2:5 | 3:6  | 0:10 |      | 4:0  | 6:4  | 15:25 | 6    |
| 5. Australien | 2:8 | 2:6  | 5:4p | 0:4  |      | 4:3p | 13:25 | 4    |
| 6. Serbien    | 2:6 | 0:8  | 1:5  | 4:6  | 3:4p |      | 10:29 | 1    |

v = nach Verlängerung p = nach Verlängerung und Penaltyschießen

### Auf- und Abstieg
| Absteiger in die Division III:   | Serbien, Mexiko              |
| Aufsteiger in die Division I:    | Litauen, Niederlande         |
| Absteiger aus der Division I:    | Frankreich, Großbritannien   |
| Aufsteiger aus der Division III: | Volksrepublik China, Spanien |

## Qualifikation zur Division III in İzmit, Türkei
Der letzte Platz für die Division III wurde zwischen der Türkei und Bulgarien ausgespielt. Dabei besiegte der Gastgeber das bulgarische Team mit 3:2 nach Shootout und qualifizierte sich damit für das WM-Turnier der Division III.
| 28. Januar 2007 | Türkei | 3:2 n. P. (2:1, 0:1, 0:0, 0:0, 1:0) | Bulgarien | İzmit |

| Qualifiziert für die Division III: | Türkei |

## Division III in Peking, Volksrepublik China
| Teams                  | ESP  | CHN  | ISL  | NZL  | RSA  | TUR  | Tore  | Pkt. |
| ---------------------- | ---- | ---- | ---- | ---- | ---- | ---- | ----- | ---- |
| 1. Spanien             |      | 9:4  | 6:3  | 5:1  | 18:1 | 16:0 | 54: 9 | 15   |
| 2. Volksrepublik China | 4:9  |      | 6:3  | 11:2 | 10:2 | 15:0 | 46:16 | 12   |
| 3. Island              | 3:6  | 3:6  |      | 5:2  | 14:2 | 16:1 | 41:17 | 9    |
| 4. Neuseeland          | 1:5  | 2:11 | 2:5  |      | 9:1  | 16:3 | 30:25 | 6    |
| 5. Südafrika           | 1:18 | 2:10 | 2:14 | 1:9  |      | 5:2  | 11:53 | 3    |
| 6. Türkei              | 0:16 | 0:15 | 1:16 | 3:16 | 2:5  |      | 6:68  | 0    |

v = nach Verlängerung p = nach Verlängerung und Penaltyschießen

### Auf- und Abstieg
| Aufsteiger aus der Division III: | Spanien, Volksrepublik China |
| Absteiger in die Division III:   | Serbien, Mexiko              |